# Victoria, Australien
Victoria är en delstat i södra Australien och dess huvudstad är Melbourne. Delstaten är 228 000 kvadratkilometer och hade 2016 5 927 000 invånare, varav cirka 70 procent bodde i Melbourne eller dess förorter. Victorias östra del domineras av bergskedjan Great Dividing Range, längst i sydost ligger Gippsland och delstaten har kust i söder mot Bass sund.
Victoria var från början en del av den brittiska kolonin New South Wales men blev den 15 juli 1851 en egen koloni. År 1901 förenades Storbritanniens australiska kolonier till staten Australien.

### Fotnoter
1. ↑  Area of Australia - States and Territories. Geoscience Australia. Läst 17 november 2017.
2. 1 2  2016 Census QuickStats: New South Wales. Arkiverad 8 november 2017 hämtat från the Wayback Machine. Australian Bureau of Statistics. Läst 17 november 2017.
3. ↑  ”States of Australia” (på engelska). World Statesmen. http://www.worldstatesmen.org/Australian_States.html#Victoria. Läst 29 december 2012.